# Swakopmund-Vineta
Vineta ist eine Vorstadt von Swakopmund in Namibia. Der Stadtteil liegt im Norden der Stadt und erstreckt sich über etwa 3 km entlang der Atlantikküste. Im Osten grenzt er an die C34 und den Stadtteil Tamariskia.
Vineta ist ein Wohnstadtteil aller Volksgruppen. Er gilt als Stadtteil des mittleren bis hohen Einkommens. Hier finden sich neben Einzelhäusern auch einige Wohnblocks sowie Schulen und Freizeiteinrichtungen.

## Swakopmund Waterfront

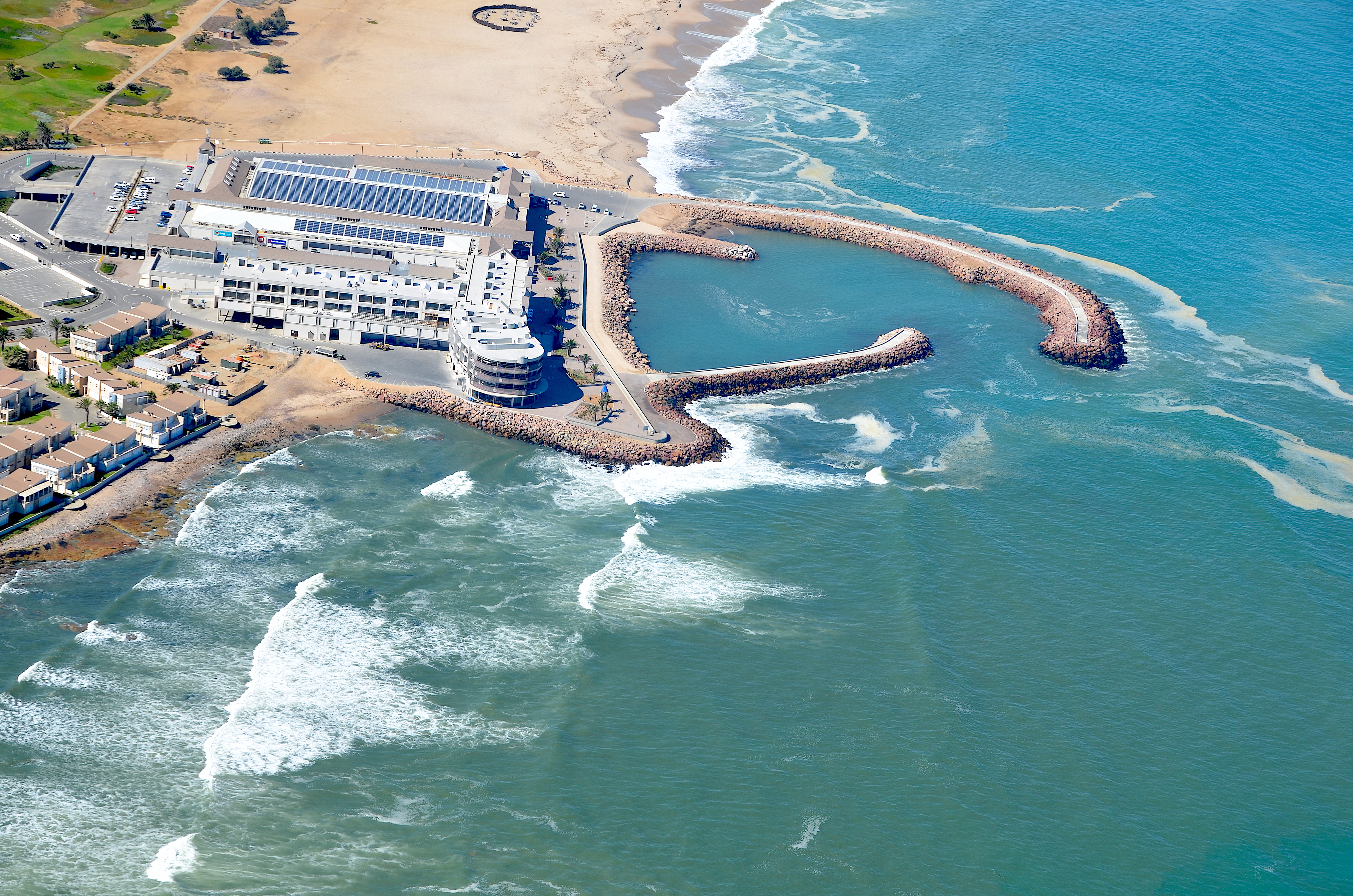
Einkaufszentrum Platz am Meer (2017) an der Waterfront

Der Bau der Swakopmund Waterfront auf einem Areal des Stadtteils Vineta ist seit 2002 geplant, wurde aber aufgrund von finanziellen Problemen erst 2007 endgültig aufgenommen. 2004 wurde die Waterfront bereits in den Status eines eigenen Stadtteils erhoben, gehörte davor zum Stadtteil Vineta. Endgültig wurde der Bau eines 16.000 m² großen Areals genehmigt, welches für 400 bis 500 Millionen Namibia-Dollar vom südafrikanischen Unternehmen Safari Developments bebaut werden soll. Seit 2017 gehören zu der neuen Entwicklung an der Waterfront Platz am Meer ein großes Einkaufszentrum mit über 70 Geschäften, Penthouse- sowie Luxuswohnungen, exclusive Restaurants, Banken und über 700 Parkplätze. 